# Allegori
 Der er for få eller ingen kildehenvisninger i denne artikel, hvilket er et problem. Du kan hjælpe ved at angive troværdige kilder til de påstande, som fremføres i artiklen.

En allegori (græsk: allegoria, af allegorein sige noget andet) er en fortælling, et digt eller et billede, hvis personer og begivenheder er symboler på noget andet, fx tålmodighed, misundelse eller sandhed; som regel brugt i moralsk, religiøs eller politisk sammenhæng.
Allegori betegner i den græske retorik en udtryksmåde, der indeholder noget andet end det, der formelt ligger i den; den vender sig til indbildningskraften og er altså billedlig. Medens metaforen kun giver den enkelte tanke billedlig form, er allegorien mere sammensat, går i enkeltheder og fastholdes længere.
Således er fablen og parablen forskellige former for allegori, der allerede forekommer i folkedigtningen hos de fleste nationer. Det var også tilfældet hos grækerne og blev især optaget af de græske sofisterne til indskærpelse af moralske grundsætninger.
Det er ikke blot en fortsættelse af folkedigtningens moraliseren, men også af de mytiske fortællinger, som hænger tæt sammen med religiøse forestillinger. De bliver, da de efterhånden mister deres religiøse indhold, tydet allegorisk, idet personerne opfattes som udtryk for abstrakte egenskaber, dyder, laster, goder, onder og så videre.
Denne allegoriske tydning finder også anvendelse på de homeriske digte, stoikerne og de alexandrinske jøder. Mødes de med det princip, bliver det af gennemgribende betydning for den senere tids fortolkning af ældre værker, både hedenske og kirkelige. Fortolkningen kommer til at beherske hele Middelalderen.
Allegorien fik efterhånden en noget snævrere betydning. Medens fablen blot sætter dyr eller genstande i stedet for mennesker med visse bestemte egenskaber, bliver allegoriens personer eller genstande billeder på abstrakte egenskaber eller sammensatte abstrakte forestillinger: Herakles er den aldrig trættede stræben
mod det høje, mens brudgommen i Højsangen er Kristus.

## Allegori i kunsten
Også i kunsten finder allegorien anvendelse hos grækerne og hænger sammen med den antropomorfistiske opfattelse og gengivelse af guderne. Da grænsen mellem egentlige guder og blotte personifikationer efterhånden udviskes, opstår skikkelser, der med rette må betegnes som allegoriske fremstillinger; en af de tidligste er den berømte gruppe i glyptoteket i München af Eirene (freden) med drengen Plutos (rigdommen) på armen; her har tanken – hvis restaurationen er rigtig – været anskueliggjort ved et overflødighedshorn i hendes anden hånd.
Det oprindelige firspand på Brandenburger Tor havde en bevinget fredsgudinde Eirene. Da hun blev krigsbytte under napoleonskrigene, skete der en omtolkning til sejrsgudinden Victoria.
I maleriet anvendtes også allegori, og symbolets navn blev ofte skrevet ved siden af som på vasebilleder – for at være på den sikre side.
I den senere græske og i den romerske kunst florerede allegorien og blev herfra optaget i den kirkelige kunst, hvor den spillede en lige så stor rolle som i den kirkelige litteratur middelalderen igennem.  Den bekendte liggende Nilgud, (Hapi ?), er ikke så meget et gudebillede som en allegori på floden. Den gode hyrde med lammet på sine skuldre er Frelseren. Mange allegoriske figurer fra den antikke verden optages af kirken, når de betegner almene begreber, dyder, laster og så videre.
I det 13. århundrede er allegorien altbeherskende; den kendes fra Giottos billeder i Padua og Assisi, såvel som fra Dantes digterværker, og her mere abstrakt og mere sammensat end nogen sinde.
Renæssancen bringer også her en fornyelse; Raffaels Filosofien osv., stanzerne Stanzerne, en række sale i Vatikanet med fresker af Raffael (1483–1520, han kaldes også: Raffael da Urbino, Raffaello Santi, Raffaello Sanzio eller Raphael, og Michelangelos figurer på Medici-gravene er enkle og klare menneskeskikkelser, men har som sådanne sprængt den allegori, de skal udtrykke.
Især i barokstilen finder allegorien rig anvendelse i et vidtløftigt mytologisk apparat både i skulptur og malerkunst og ikke mindst i de
kobberstik, som pryder bøgernes titelblade. Den har trods Lessings protest holdt sig til vore dage, navnlig i monumentkunst, hvor figurer som Bavaria, Den danske kvinde osv. endnu anses for en rimelig udtryksform.
- Eksempler på 'monumentkunst'
- Bavaria-statuen i München, udkast fra 1834 af Klenze
- Liggende nilgud
- Fader Nil fra Vatikanets museum

De attributter, der tjener til vejledning i den allegoriske kunst, er oftest af symbolsk art; symbolet betegner en enkelt side af det væsen eller den tanke, der skal udtrykkes, medens allegorien skal være et billede på det hele.

## Allegori i litteraturen, herunder Bibelen
Allegorisk fortolkning, billedlig, uegentlig fortolkning, betegner i almindelighed en fortolkning, som bag ordenes umiddelbare leksikalske betydning finder en anden, dybere mening, men indskrænkes i sprogbrugen til at betegne en sådan uegentlig
fortolkning, der ikke er beregnet af forfatteren. Fortolkning af metafor, parabel og lignende retoriske figurer falder altså uden for den allegoriske fortolkning.
Over for den står teorien om den ene, bogstavelige skriftmening. Allegorisk fortolkning anvendes af de græske filosoffer i forståelsen af digterne, derefter af de alexandrinske jøder – for eksempel Filo – i forståelsen af Det Gamle Testamente.
Fra dem går den over til de kristne i forståelsen af både Det Gamle Testamente og Det Nye Testamente og anvendes såvel af gnostikerne som af kirkefædrene. Origenes er den første, der giver en teori for den allegorisk fortolkning.
Efter ham allegoriserer de fleste kirkefædre; mod den allegoriske fortolkning opponerer navnlig den antiochenske skole med Johannes Chrysostomos.
Ligeledes hævder reformatorerne teorien om den ene skriftmening over for den allegorisk fortolkning.
Hovedmotivet for den allegorisk fortolknings anvendelse på de bibelske skrifter er en  særlig inspirationslære, der i opfattelsen af skriften som stammende fra Gud – al visdoms indehaver – slutter, at Gud må have nedlagt al visdom i skriften. Det er en teori, som når selve teksten ikke tilfredsstiller fortolkeren, fører ham til at søge mere i teksten, end den umiddelbart indeholder.
- George Orwell udgav i 1945 bogen "Animal Farm", på Dansk "Kammerat Napoleon" (han var allerede færdig med bogen i 1942, men turde ikke udgive den af frygt for sin sikkerhed under 2. verdenskrig) Den blev i 1954 blev filmatiseret i en tegnefilm. Historien er om dyrene på en farm. De tager magten via en revolution og smider den onde & fordrukne landmand ud. Historien tager en drejning, da grisen Napoleon, tager magten & det ender i diktatur. Historien er en allegori over Oktoberrevolutionen & den efterfølgende konsolidering af USSR (Sovjetunionen-Nu Rusland), hvor Lenins tropper i 1917 styrtede zaren. Den gamle gris, Old Major, tænder gnisten med beskeden om revolte - & han udånder efterfølgende.

## Eksterne henvisnnger
- Wikimedia Commons har flere filer relateret til Allegori